# Alfonso de Aragón y Eiximenis
Alfonso de Aragón y Eiximenis, el Joven  (* nach 1358; † 29. November 1425) war 2. Herzog von Gandía, Graf von Dénia und Ribagorza von 1412 bis 1425. Er war der Sohn von Alfonso de Aragón y Foix, 1. Herzog von Gandía und damit ein Angehöriger des Hauses Barcelona, und der Violante Eiximenis de Arenós.
Er heiratete am 20. Januar 1393 in Tudela Maria Infantin von Navarra, Tochter von König Karl II. von Navarra († nach 1420), und war damit ein Schwager des 1387 bis 1425 regierenden Königs Karl III. Später heiratete er Aldonza March y Vilarig, Tochter von Mosén Juan March und Violante Vilarig.
Durch den Tod seines Vaters 1410 rückte er als Prätendent für die Krone Aragón im Kompromiss von Caspe nach, erhielt jedoch bei der Wahl keine Stimmen. Beim Aufstand des Grafen von Urgell (1412/14) und der Schlacht von Balaguer (1413) kämpfte er auf Seiten Ferdinands I. von Aragón, er blockierte die Stadt Lleida (Lérida) und vermittelte schließlich das Ende des Aufstands.
Er starb 1425 ohne legitime Nachkommen, so dass die Nachfolge in seinen Gebieten ungeklärt war. Gandía ging an Hugo de Cardona, Ribagorza an den Infanten Juan de Aragón, den späteren König Johann II. Wenig später, 1433, trat Hugo de Cardona Gandía ebenfalls an Juan de Aragón ab, so dass Alfonsos Titel wieder vereinigt waren.
Allerdings hatte er einen unehelichen Sohn von einer unbekannten Frau, Jaime de Aragón, der mit einer Tochter von Bernardo de Villaragut verheiratet war und 1465 im Gefängnis von Játiva starb.